# أمازون توكومان
أمازون توكومان هو أحد أنواع الببغاوات يعيش في الأرجنتين وبوليفيا.